# Humusmier
De humusmier (Lasius platythorax) is een mierensoort uit de onderfamilie van de schubmieren (Formicinae). De wetenschappelijke naam van de soort is voor het eerst geldig gepubliceerd in 1991 door Seifert.